# Čreta pri Kokarjah
Čreta pri Kokarjah este o localitate din comuna Nazarje, Slovenia, cu o populație de 27 de locuitori.